# Leteći list
Leteći list (krilasti list; lat. Filicium), maleni rod vazdazelenog drveća i grmova iz porodice sapindovki. Od tri priznate vrste dvije su madagaskarski endemi, a treća vrsta, Filicium decipiens, raširena je kriz istočnu Afriku, Madagaskar, Indijski potkontinent i Šri Lanku
Rod Filicium pripada podtribusu Doratoxyleae, dio tribusa Dodonaeoideae.

## Vrste
1. Filicium decipiens (Wight & Arn.) Thwaites
2. Filicium longifolium (H.Perrier) Capuron
3. Filicium thouarsianum (DC.) Capuron